# Staumauer von Cuba
Die Ruine der römischen Staumauer von Cuba liegt bei Cuba (Portugal) zwischen Évora und Beja bei der Kapelle Nossa Senhora da represa, zu Deutsch: „Unsere liebe Frau von der Talsperre“.
Es handelt sich um eine gebogene Mauer, die außen durch Pfeiler verstärkt ist (acht sind erkennbar). Man hat errechnet, dass die Pfeiler baustatisch keine Wirkung entfalten konnten, da sie in einem zu großen Abstand stehen. Geplant als eine Pfeiler- bzw. Bogenstaumauer funktionierte das Absperrbauwerk allein durch die Dimensionierung der Staumauer als Schwergewichtsstaumauer.

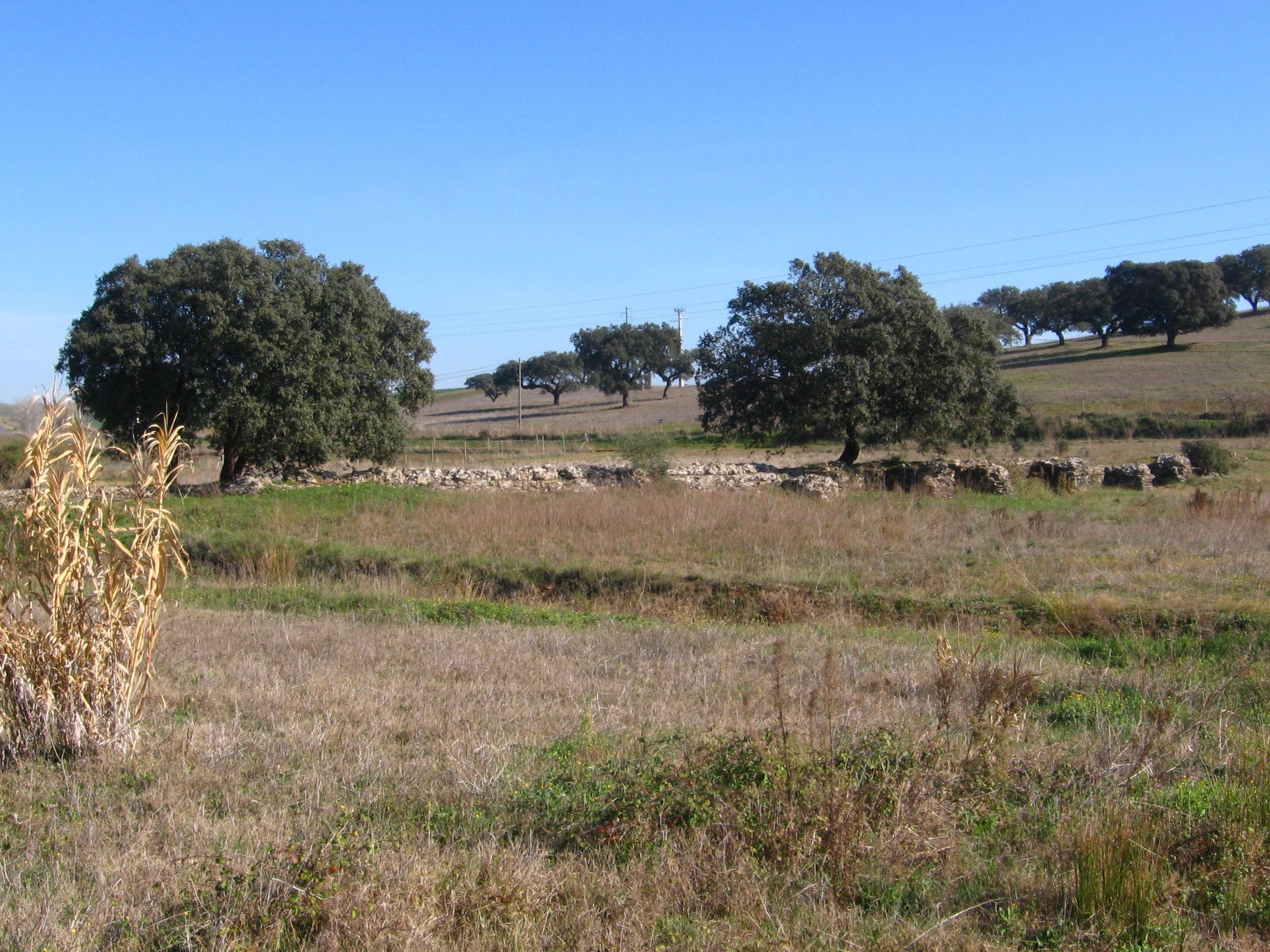
Staumauer von Cuba

Von der Mauer ist oberirdisch nur ein Mauerabschnitt südlich jenes Bachs zu erkennen, den er in der Antike aufstaute. Heute fließt er an jener Stelle, an der die Mauer brach, daran vorbei. Die aus unregelmäßigem Bruchsteinmauerwerk bestehende Mauer ist 81 m lang, 1,6 m breit und in der Mitte 1,8 m hoch. Die Stauanlage könnte mit der nahe gelegenen römischen Villa rustica von São Cucufate in Verbindung stehen.